# Station Holwerd
Station Holwerd (Hlw) was een station aan de voormalige spoorlijn Leeuwarden - Anjum. Het station in Holwerd werd geopend op 2 oktober 1901 en gesloten op 1 december 1940. Het stationsgebouw uit 1901 bestaat nog steeds maar is door diverse uitbreidingen niet als zodanig te herkenen.
Dit station is gebouwd naar het Standaardtype NFLS, dat voornamelijk werd gebruikt voor verschillende spoorwegstations in Noord Friesland. Het station in Holwerd viel binnen het type NFLS 2e klasse.